# لويس إيتون
لويس إيتون (بالإنجليزية: Lewis Eaton)‏ هو سياسي أمريكي، ولد في 17 فبراير 1790 في داونيسبورغ في الولايات المتحدة، وتوفي في 22 أغسطس 1857 في بوفالو في الولايات المتحدة. نشط حزبياً في الحزب الجمهوري الديمقراطي. وقد انتخب عضو مجلس ولاية نيويورك وانتخب عضو مجلس النواب الأمريكي.